# Hermann Reichelt

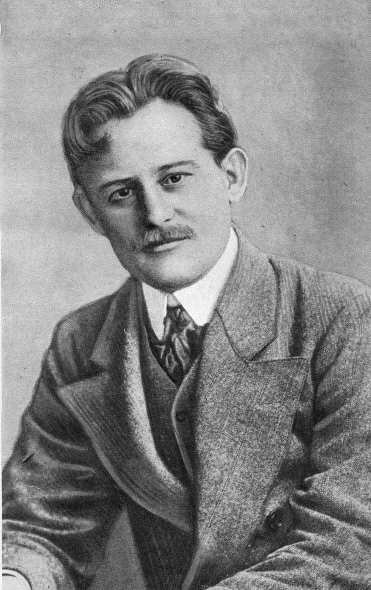
Hermann Reichelt

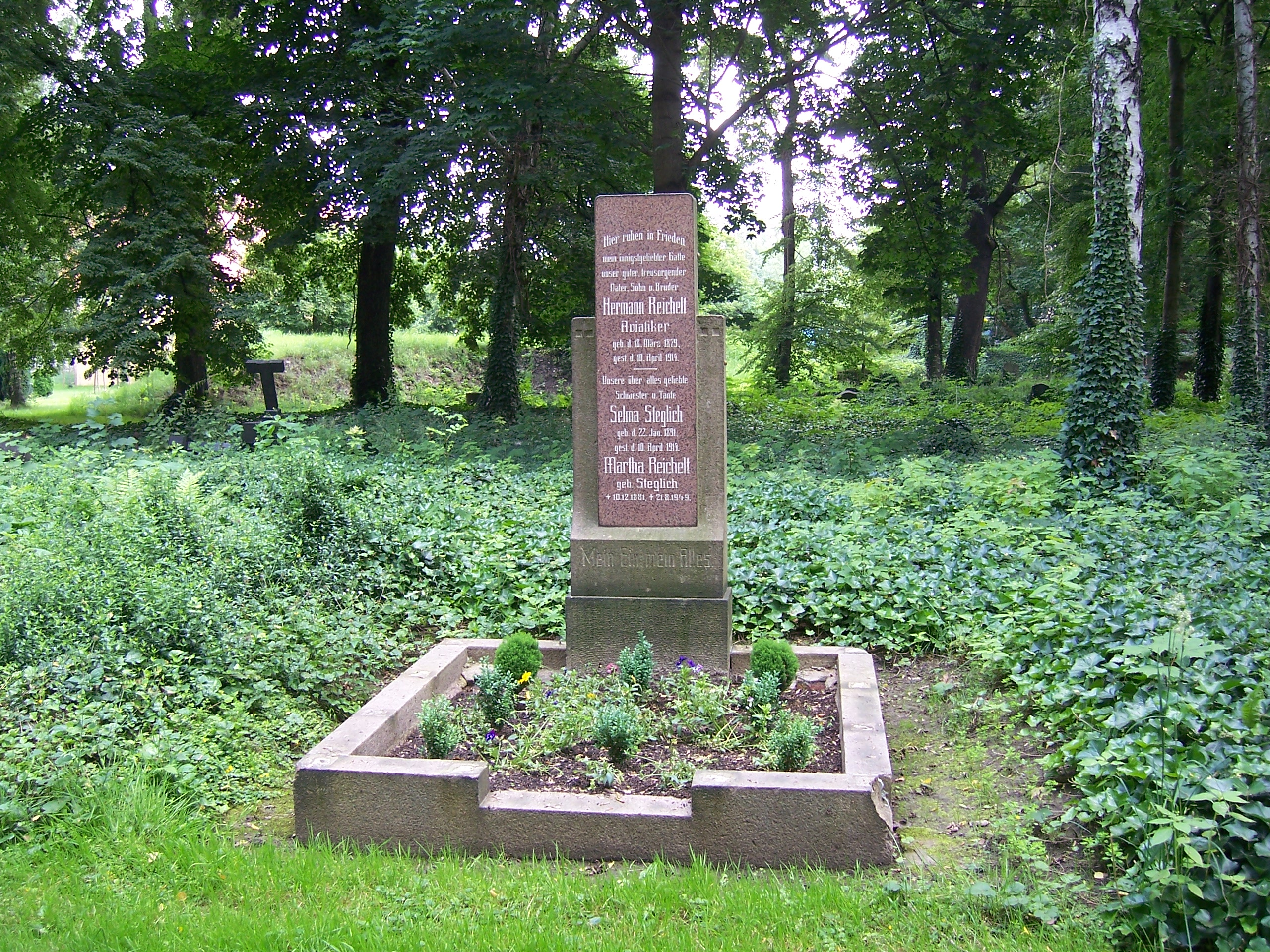
Grab von Hermann Reichelt auf dem Neuen Annenfriedhof in Dresden

Heinrich Hermann Reichelt, auch Heinrich Herrmann (* 18. März 1878 in der Inneren Altstadt in Dresden; † 10. April 1914 in Dresden-Friedrichstadt) war ein deutscher Flugpionier.

## Leben
Hermann Reichelt war freischaffender Fotograf und Kunstmaler, als er 1909 auf der ILA in Frankfurt/Main zum ersten Mal in seinem Leben „richtige“ Flugmaschinen sah. Mit Hilfe des ebenfalls anwesenden August Euler baute er nach eigenen, vorher entworfenen Plänen in wenigen Tagen ein Gleitflugzeug zusammen, mit dem er prompt den auf 3000 Mark dotierten ILA-Preis für den besten Gleitflug gewann.
Eine Weile führte er seine Gleitflug-Versuche auf dem Dresdner Heller fort, dann wagte er sich an erste Motorflugzeugkonstruktionen. 1911 trat er in die Oswald-Kahnt-Flugschule Leipzig-Lindenthal ein und erwarb am 26. April 1913 auf dem Flugplatz Johannisthal als 388. Pilot ein deutsches Flugzeugführer-Zeugnis. Im selben Jahr gründete er zusammen mit Melli Beese und Charles Boutard in Berlin-Johannisthal die Flugschule Melli Beese GmbH.
Seine eigene Flugschule mit angeschlossenen Flugzeug-Werkstätten wurde im Frühling 1913 aus der Taufe gehoben und Hermann Reichelt nahm an seinen ersten Motorflug-Wettbewerben teil. Mit seinem Harlan-Eindecker gewann er am 22. Juli 1913 den Großen Preis der Nationalflugspende (4000-ℳ-Rente) für einen 500-km-Überlandflug von Kiel über Berlin nach Posen, den er zusammen mit seinem Neffen Kurt Hähnel absolvierte. Am 9. September übertraf er diese Leistung mit der 1025 km langen Strecke Berlin–Brüssel–Paris–Villacoublay.
Sein dritter Rekordversuch sollte von Berlin ins spanische San Sebastian führen. Hermann Reichelt startete am 14. Oktober 1913 um 0:41 Uhr und war somit der erste Pilot, der einen Langstreckenflug bei Nacht ausführte. Die Reise endete nach dem Ausfall des Mercedes-Motors jedoch östlich von Köln (in Morsbach) auf dem Dach eines Bauernhauses mit einer Bruchlandung, Hermann Reichelt und sein Passagier blieben unverletzt.
Reichelt ging Ende 1913 nach Dresden zurück und eröffnete auf dem neuentstandenen Flugplatz Dresden-Kaditz zusammen mit dem Ingenieur Hugo Allers jr. am 18. Dezember 1913 die Flugzeugbau- und Fliegerschule AERO Gesellschaft und hielt nebenbei Rundflüge mit zahlenden Passagieren ab.
Auf einem dieser Flüge kam Hermann Reichelt am 10. April 1914 beim Absturz seines Flugzeugs wegen eines Defektes an der Tragfläche nahe dem Flugplatz Dresden-Kaditz ums Leben. Seine Flugpassagierin und Schwägerin Selma Steglich fand ebenfalls den Tod. Beide wurden auf dem Neuen Annenfriedhof in Dresden beerdigt. Reichelt hinterließ seine Frau Anna Martha Reichelt und drei Söhne.

## Würdigung
Die Hermann-Reichelt-Straße, die entlang des Dresdner Flughafens zur Autobahnanschlussstelle Dresden-Flughafen führt, wurde nach ihm benannt. Seit 2014 steht neben seinem Grab ein Gedenkpult aus Edelstahl, gestaltet und ausgeführt vom Künstler Roland Fuhrmann.